# Козлова, Марьяна Олеговна
Марьяна Козлова (род. 4 августа 1983, Харьков) — украинская  фигуристка, выступавшая в  спортивных танцах на льду в паре с Сергеем Барановым. Сейчас работает тренером по фигурному катанию в Харькове.

## Биография
Марьяна Козлова родилась 4 августа 1983 в Харькове в  СССР.
Окончила  Харьковскую академию физической культуры и спорта. 

## Спортивная карьера
С Сергеем Барановым она была серебряным призером  Зимней Универсиады 2003 , бронзовым призером 2003 года «Скейт Израиль» и дворазовоюпризеркою  чемпионата Украины с  фигурного катания в  танцах на льду. Они выиграли пять медалей в Серии Гран-при  ИСУ (четыре серебряных, одна бронза) и прошли соревнования в двух финалах Гран-при ИСУ Юниора. Они закончились в первой десятке на двух чемпионатах мира среди юниоров, достигнув лучшего результата, 7-го, в 2003 году.
После окончания карьеры фигуристки Козлова, стала тренером и хореографом.  

## Программы
(С Барановым)
| сезон   | оригинальный танец | свободный танец |
| ------- | --- | --- |
| 2003-04 | - Буги Вуги: Транспирация в исполнении Томас Шейте - Одну ночь в исполнении Элвис Пресли - Охотничий пес в исполнении Элвис Пресли | - Безумный Бенни в исполнении M. Friis, U. Savery, M. Parsberg Safri Duo - La Notte Etterna в исполнении Emma Shapplin - Безумный Бенни в исполнении M. Friis, U. Savery, M. Parsberg, Safri Duo |
| 2002-03 | - Polka: Фейерфест! автор Йозеф Штраус - Вальс автори Георгий Свиридов                                                             | - Аветино |
| 2001-02 | - Фламенко в исполнении Didulia - Paso doble: Эль-Гато                                                                             | - Аветино - Сарабанда - Бури в исполнении Jon Lord |

## Результаты
GP Гран-при; JGP: Юниоры гран-при 
С Барановым
| Международные соревнования           | Международные соревнования | Международные соревнования | Международные соревнования | Международные соревнования | Международные соревнования | Международные соревнования |
| Событие                              | 97-98                      | 99-00                      | 00-01                      | 01-02                      | 02-03                      | 03-04                      |
| ------------------------------------ | -------------------------- | -------------------------- | -------------------------- | -------------------------- | -------------------------- | -------------------------- |
| GP Trophée Lalique                   |                            |                            |                            |                            |                            | 10                         |
| скейт Израиль                        |                            |                            |                            |                            |                            | 3                          |
| Зимняя Универсиада                   |                            |                            | 15                         |                            | 2                          |                            |
| Международные юниорские соревнования |                            |                            |                            |                            |                            |                            |
| Чемпионат мира среди юниоров         |                            |                            |                            | 9                          | 7                          |                            |
| Финал JGP                            |                            |                            |                            | 6                          | 5                          |                            |
| JGP Болгария                         |                            |                            |                            | 2                          |                            |                            |
| JGP Чехия                            |                            |                            | 4                          |                            |                            |                            |
| JGP Германия                         |                            |                            |                            |                            | 2                          |                            |
| JGP Нидерланды                       |                            | 9                          |                            |                            |                            |                            |
| JGP Польша                           |                            |                            | 3                          | 2                          |                            |                            |
| JGP Сербия                           |                            |                            |                            |                            | 2                          |                            |
| Национальные соревнования            |                            |                            |                            |                            |                            |                            |
| Чемпионат Украины                    | 6 J                        | 5                          | 5                          | 4                          | 2                          | 3                          |
| J = среди юниоров                    |                            |                            |                            |                            |                            |                            |